# Voyage d'un François en Italie
Il Voyage d'un François en Italie fait dans les années 1765 et 1766 è un libro di viaggi che nasce dal tour italiano intrapreso dall'astronomo Jérôme Lalande proprio in quegli anni, pubblicato nel 1769 in più volumi.

## Storia editoriale
Già prima della sua partenza per l'Italia, era intenzione di Lalande comporre una sorta di "guida enciclopedica" destinata a rendere il viaggio più agevole ai suoi lettori, proprio perché egli riteneva che non ne esistessero di esaustive "sur cette belle partie du monde".
Il Voyage di Lalande si apre con una lunga prefazione dove egli spiega le ragioni che lo hanno indotto a redigere quest'opera enciclopedica, e illustra i fini che si propone di raggiungere. Lalande dichiara di aver letto le opere più importanti riguardanti l'Italia, traendone l'impressione che fossero approssimative e poco approfondite.
L'esperienza del viaggio è stata per lui talmente forte che, ricordarne ogni particolare, prolunga il piacere di quel soggiorno che è stato, a suo avviso, "trop court". Era stata la curiosità che lo aveva spinto a recarsi in Italia ed ancor più la sete di conoscere che lo aveva guidato nel corso del suo viaggio, attraverso le diverse città italiane, viaggio che per questo si era trasformato in una continua ed instancabile ricerca dei materiali necessari a comporre quella guida che ancora mancava e della quale ogni viaggiatore avrebbe avuto bisogno.
Tornato in Francia, il Lalande si mise subito all'opera per riordinare le informazioni raccolte nel corso del suo soggiorno e procedere quindi alla stesura del suo Voyage che, alla fine, occupò otto volumi, usciti nel 1769.
Lalande, però, non si accontentò. Cosciente che la sua opera non era completa come avrebbe voluto, continuò a raccogliere ulteriori informazioni. Per questo, non solo lesse quello che prima di lui avevano scritto sull'Italia coloro che l'avevano visitata, ma scrisse ai vari amici italiani e alle persone colte incontrate, affinché gli mandassero le informazioni che gli mancavano.
Su questa base, scrisse una seconda edizione che pubblicò questa volta in nove volumi col titolo Voyage en Italie, contenant l'Histoire & les Anedoctes les plus singulieres de l'Italie, & sa description; les Usages, le Governement, le Commerce, la Literature, les Arts, l'Histoire naturelle & les Antiquités; avec des jujements sur les ouvrages de peinture, Sculpture & architecture, & les Plans de toutes les grandes villes d'Italie

## Caratteristiche generali dell'opera
La Préface dell'opera fornisce molteplici informazioni che permettono di capire come questa guida fosse impostata e cosa essa offrisse a chi l'avrebbe utilizzata.
La guida del Lalande offre prima di tutto una serie di informazioni di ordine pratico, ad esempio informazioni sugli itinerari, e nel caso ne esistano più di uno tra una città e l'altra, quale sia il più interessante e quale il più agevole: suggerimenti assai utili in un'epoca in cui i viaggi presentavano obiettive difficoltà. Sono poi presenti le distanze da un luogo all'altro, il numero delle poste e dei loro prezzi, i consigli sulla prudenza da utilizzare con i vetturini, sempre pronti ad approfittare dell'ingenuità e del denaro dei viaggiatori.
Lalande suggerisce inoltre le carte geografiche da utilizzare: la più attendibile delle quali è per lui la Grande carte de l'Italie del celebre geografo Jean-Baptiste Bourguignon d'Anville, senza trascurare l'atlante di Giovanni Antonio Magini, il Novum Italiae Theatrum del Bléau. Per le indicazioni più particolareggiate il catalogo della cartografia di Roma del De Rossi e il bell'Atlante del Rizzi-Zanoni per l'Italia meridionale.
Inoltre lui stesso fornisce le piante delle città più importanti: è questo un aspetto della sua guida al quale egli attribuisce grande importanza e proprio per questo motivo è sempre alla ricerca della "piantina" più affidabile. Una prova la si può avere nella lettera che l'astronomo scrisse ad Anton Maria Lorgna per chiedergli di inviargli una pianta della città di Verona più grande e più dettagliata di quella che aveva tratto dalla Verona Illustrata del Maffei.
Il Lorgna, però, gliela inviò troppo tardi per essere inserita nella prima edizione, così lo studioso francese si ripromise di utilizzarla nella seconda edizione che uscì quasi vent'anni dopo.
Sempre nella prefazione, Lalande dà ai lettori dell'epoca anche utili consigli su quello che egli reputava fosse il periodo migliore per visistare la penisola italiana. Egli consigliava di mettersi in viaggio nel bel mezzo dell'estate: infatti partendo dalla Francia in agosto si riuscivano a raggiungere la Savoia ed il Piemonte ancora in estate, per giungere a Napoli, città dal clima mite in inverno. Seguendo tali indicazioni, era inoltre possibile arrivare a Roma, di ritorno da Napoli, durante il carnevale, partecipando così ai festeggiamenti di questo evento così colorato e folcloristico ed assistere anche alle cerimonie "les plus pompeuses" della settimana santa. Venezia sarebbe così stata raggiunta per la festa del Bucintoro, il giorno dell'Ascensione, in modo tale che il rientro in terra francese sarebbe avvenuto prima dell'arrivo della stagione estiva e del grande caldo.
L'obiettivo di Lalande, oltre quello di essere chiaro, preciso e completo, è di dare sistematicità ed organicità alla sua opera. Tali caratteristiche si riscontrano chiaramente dallo schema che egli adotta per presentare le diverse città, che si ripete in modo pressoché costante: posizione geografica, latitudine e longitudine, storia, popolazione, descrizione d'insieme e dettagli sui principali monumenti, governo, costumi, scienze, opere d'arte, uomini illustri morti e viventi; misure, pesi e monete ed infine commercio ed industria.
Tale schematicità potrebbe risultare monotona, in realtà si rivela pratica ed efficace per il viaggiatore che vuole consultare e ricercare le informazioni necessarie in breve tempo. 
Per rendere la consultazione della sua guida più facile e rapida, il Lalande non solo segue sempre lo stesso schema, ma suddivide la notice relativa alle diverse città in vari capitoli a ciascuno dei quali dà un titolo che si ripete, più o meno invariabilmente da una città all'altra: storia, monumenti, scienze, vita culturale ecc.
Infine a margine, pone delle didascalie che indicano ciò di cui sta trattando in quella pagina, ad esempio: chiese, piazze, palazzi, uomini di lettere, commercio ecc.

## Iltourin Italia di Lalande
Lalande fu in Italia negli anni 1765 e 1766. Partì da Parigi a metà agosto del 1765 e il suo viaggio durò esattamente un anno.
Egli affrontò il viaggio in proprio, mosso da un'autentica passione per il sapere e dal desiderio di conoscere il Paese, a suo avviso, più affascinante.
L'itinerario italiano seguito da Lalande e che egli consiglia a tutti coloro che desiderano intraprendere un viaggio attraverso la penisola italiana, vuole mettere in rilievo non solo le città più importanti e le vie principali, ma in egual modo anche le città minori e i percorsi secondari, in un ordine "le plus naturel et le plus commode à suivre pour passer un an en Italie, et la bien voir".
Partito da Parigi, per arrivare in Italia, toccò dapprima Lione e poi Chambéry; proseguì per Montmélian, San Giovanni di Moriana, per giungere infine a Susa, dopo aver attraversato il Moncenisio.
La prima tappa in suolo italiano fu Torino, quindi proseguì per Vercelli e Milano e visitò le Isole Borromee sul Lago Maggiore, per giungere poi a Cremona, Como e Varese dove si ammiravano le più belle case di campagna dei dintorni di Milano.
Di solito da Milano si partiva subito per Venezia, ma Lalande preferì invece seguire un altro itinerario, come afferma sempre nella sua Préface: "[...] je préfere de commencer par la route de Marignano [...]" .
Toccò Lodi e Piacenza per arrivare a Parma, dopodiché visitò le città di Reggio, Modena e Bologna. Prima di giungere a Firenze passò per Pietramala e visitò altre città toscane: Arezzo, Pistoia, Lucca, Pisa, Livorno e Siena.
Il tour comprese inoltre altre località che l'astronomo elenca scrupolosamente e dettagliatamente, quali: Acquapendente, Montefiascone, Orvieto, Bolsena, Viterbo, Ronciglione, Sutri. Prosegue per Bracciano, Tolfa, Civitavecchia, per poi giungere a Roma. Il suo itinerario prevedette numerose escursioni in territorio laziale: Tivoli, Frascati, Subiaco, Nettuno, Albano, Ostia, Fiumicino ecc. Da Roma, Lalande ripartì verso sud alla volta di Napoli. Qui visitò il Vesuvio, Portici, Torre dell'Annunziata, Pozzuoli ed altri siti partenopei tra cui Pompei e Paestum, le isole di Ischia e Procida. Altre tappe furono: Salerno, Gaeta, Terracina, Sezze, Norba, Ninfa e Sermoneta. Risalì poi passando da Cisterna, Foligno, Velletri e Marino. Toccò Terni, Rieti, Spoleto, Foligno, Assisi, Perugia, dove ammirò il lago Trasimeno, Gubbio e Nocera. Il viaggio conituò verso Macerata, Ascoli Piceno, Ripatransone, Fermo, Porto Recanati e Loreto.
Scese sulla costa adriatica: Ancona, Sinigallia, Fano, Pesaro, Urbino, Cattolica e Rimini. Non mancarono escursioni a Cesena, Cesenatico, Cervia e San Marino. Proseguì per Ravenna, Forlì, Faenza, Bologna e Ferrara, senza trascurare le valli di Comacchio. A Ferrara si imbarcò sul Po per recarsi a Venezia e visitare le città di Mestre, Treviso e Bassano.
Passò quindi in Friuli e, sulla via del ritorno, visitò le ville del Brenta dopodiché partì alla volta di Padova, Vicenza, Verona, senza trascurare i dintorni di queste città.
Eccolo poi a Mantova, Castiglione, Brescia, Bergamo e di nuovo a Milano. Di qui si diresse a Pavia ed entrò in Liguria, a Tortona. Dopo aver visitato Genova, Savona e Sanremo, il suo tour italiano si concluse a Ventimiglia.
Rientrò così in territorio francese a Monaco, da dove proseguì per Parigi.
In tutto "500 lieues" - scrisse Lalande al termine del suo viaggio, compiuto per - "décrire, pour faire connoître aux françois le plus beau voyage qu'ils puissent faire dans une pareille étendue" .

## Edizioni
- (FR) Voyage d'un françois en Italie, fait dans les années 1765 et 1766,, vol. 1, Venise-Paris, chez Desaint, 1769.
- (FR) Voyage d'un françois en Italie, fait dans les années 1765 et 1766, vol. 2, Venise-Paris, chez Desaint, 1769.
- (FR) Voyage d'un françois en Italie, fait dans les années 1765 et 1766, vol. 3, Venise-Paris, chez Desaint, 1769.
- (FR) Voyage d'un françois en Italie, fait dans les années 1765 et 1766, vol. 4, Venise-Paris, chez Desaint, 1769.
- (FR) Voyage d'un françois en Italie, fait dans les années 1765 et 1766, vol. 5, Venise-Paris, chez Desaint, 1769.
- (FR) Voyage d'un françois en Italie, fait dans les années 1765 et 1766, vol. 6, Venise-Paris, chez Desaint, 1769.
- (FR) Voyage d'un françois en Italie, fait dans les années 1765 et 1766, vol. 7, Venise-Paris, chez Desaint, 1769.
- (FR) Voyage d'un françois en Italie, fait dans les années 1765 et 1766, vol. 8, Venise-Paris, chez Desaint, 1769.
- (FR) Voyage d'un françois en Italie, fait dans les années 1765 et 1766. Atlas, Venise-Paris, chez Desaint, 1769.
- (FR) Voyage en italie fait dans les années 1765 & 1766, Paris, chez Veuve Desaint, 1786.